# Martina Hill

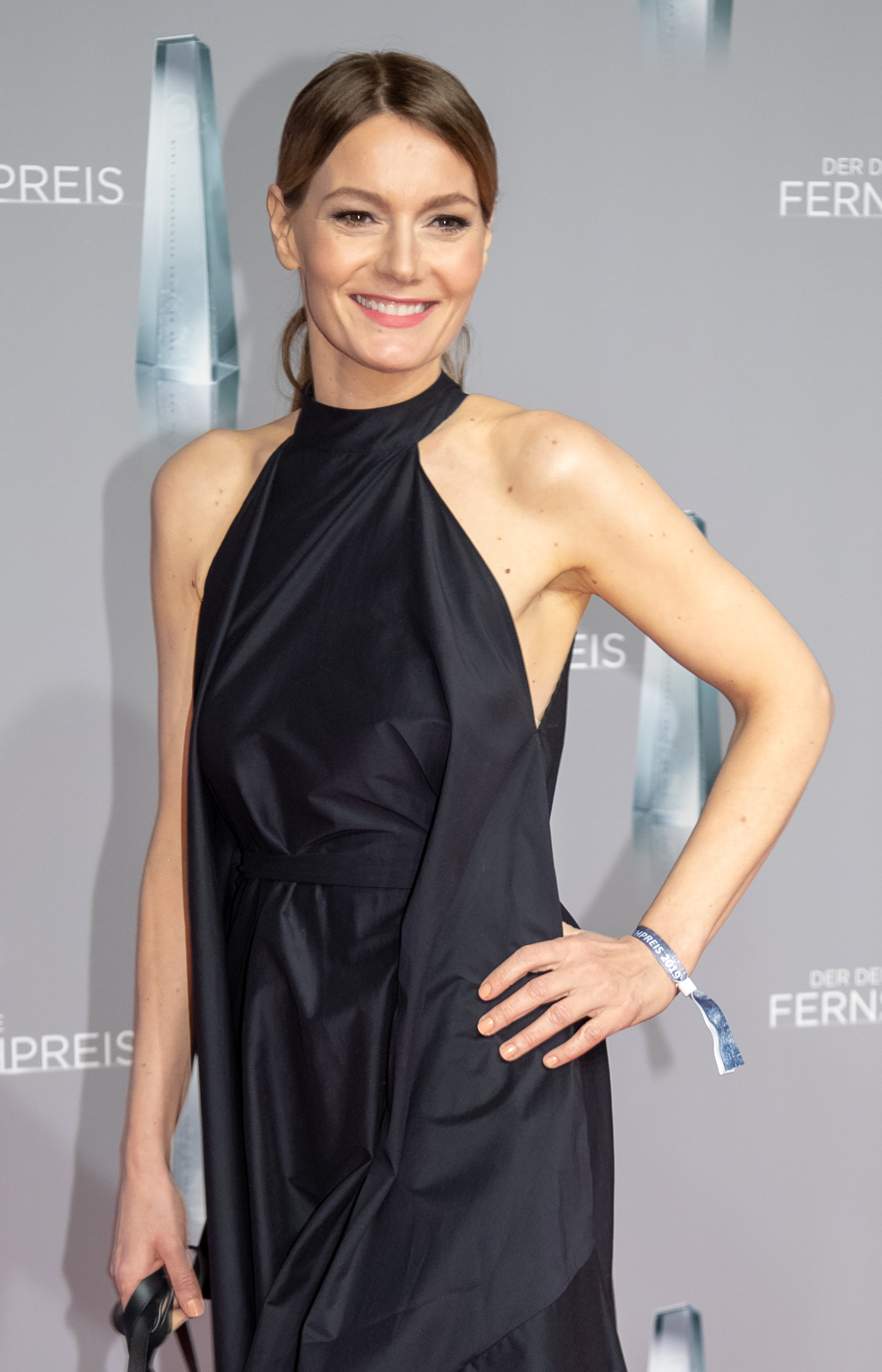
Martina Hill beim Deutschen Fernsehpreis 2019

Martina Hill (* 14. Juli 1974 in West-Berlin) ist eine deutsche Komikerin, Schauspielerin und Synchronsprecherin. Einem breiten Publikum wurde sie 2007 als Parodistin in der ProSieben-Comedy-Serie Switch reloaded bekannt; es folgten eigene Reihen wie Knallerfrauen oder Die Martina Hill Show. Seit 2009 ist sie auch in der ZDF-Satiresendung heute-show zu sehen.

## Werdegang
Hill wurde 1974 als Tochter einer Krankenschwester und eines U-Bahn-Fahrers in Berlin-Wedding geboren und wuchs dort auch auf. Nach dem Abitur 1995 absolvierte sie eine Schauspielausbildung am Theaterstudio Berlin; dort spielte sie in mehreren Theaterstücken mit. Ab 1998 war sie als Hörfunksprecherin u. a. bei den Berliner Sendern Radio Eins und Hundert,6 tätig. Seit 2003 ist Hill in verschiedenen Fernsehproduktionen zu sehen. Außerdem machte sie Fernsehwerbung, u. a. für Käse und ein Kreditinstitut.
Einem breiten Publikum wurde Hill als Darstellerin in der ProSieben-Comedy-Serie Switch reloaded bekannt, in der sie unter anderem Heidi Klum, Angela Merkel, Bill Kaulitz, Anja Kohl, Daniela Katzenberger, Gundula Gause, Katja Burkard und Lena Meyer-Landrut parodierte. Seit 2009 ist sie in der ZDF-Satiresendung heute-show – in Anspielung auf Bettina Schausten – als Nachrichten-Expertin Tina Hausten zu sehen. Die Figur wurde später zu einer ganzen Reihe ausgeweitet, mit der sächsischen Linken Mandy Hausten, der Berlin-Kreuzberger Grünalternativen Dörte Hausten – geschiedene Knölling-Dingeldey –, der AfD-Wahlkampfmanagerin Kriemhild Hausten, der Telekolleg-Geschichtswissenschaftlerin Dr. Eva Hausten und der bayrischen Agrarfunktionärin Antonia von Hausten.
Als Hauptdarstellerin der im Februar und März 2012 auf Sat.1 ausgestrahlten ersten Staffel der Sketch-Comedy Knallerfrauen gewann Hill stark an Popularität, sogar in China. 2014 wirkte sie dort an einer Kampagne des Goethe-Instituts mit, in der es um das Erlernen der deutschen Sprache ging.
Von Mai 2018 bis Juli 2019 war sie in der Show PussyTerror TV mit Carolin Kebekus in Einspielern zu sehen. Als Rebecca & Larissa erklären sie die Welt. Seit 2020 wird das Format in der Carolin-Kebekus-Show unter dem Titel Wissen macht Äh – Rebecca und Larissa erklären … fortgesetzt. Zudem parodierte Hill auf ihrem YouTube-Kanal ab 2017 als Larissa in Style YouTuberinnen und deren Style-Blogs. Von Oktober 2018 bis Dezember 2020 war sie bei Sat.1 in der Martina Hill Show zu sehen.
Als Hauptdarstellerin spielte sie 2023 neben Moritz Bleibtreu, Laura Tonke und Jürgen Vogel in der Verfilmung Caveman mit. Hill gehörte zum Cast der 2. Staffel von LOL: Last One Laughing, die für Amazon Prime produziert und im Herbst 2021 mit jeweils sechs Folgen ausgestrahlt wurde. Im April 2023 spielte sie erneut bei LOL: Last One Laughing mit und war Teil des Weihnachtsspecials, das im Dezember 2023 in vier Folgen ausgestrahlt wurde. In der 5. Staffel von LOL: Last One Laughing hatte sie einen Gastauftritt.
Im Februar 2023 wurde bei Prime Video die Sketch-Comedy HILLarious veröffentlicht, in der Hill neben neuen Rollen auch in bereits bekannten von ihr verkörperten Figuren zu sehen ist. Seit September 2024 hat sie mit Larissa in dein Ohr einen Video-Podcast, der freitags auf Podimo erscheint und in dem sie als Larissa verschiedene Podcast-Genres ausprobiert, etwa True Crime, Beauty, Fashion, Lifestyle– und Selfcare-Themen.
Hill wirkte als „Rechenfee“ im Lernspiel Rechnen mit Tom mit. In diesem Lernspiel wird das Rechnen visualisiert – Animationen, Musik und Gesang, basierend auf der Serie Tom und das Erdbeermarmeladebrot mit Honig, unterstützen den Lernprozess.

## Filmografie (Auswahl)

### Kinofilme
- 2011: Resturlaub
- 2016: Schubert in Love
- 2023: Caveman

### Fernsehfilme
- 2003: Schwer verknallt
- 2004: Der Vater meines Sohnes
- 2005: Mädchen über Bord
- 2006: Kunstfehler
- 2007: 29 … und noch Jungfrau
- 2008: Die Schnüfflerin – Peggy kann’s nicht lassen
- 2008: Putzfrau Undercover
- 2010: C.I.S. – Chaoten im Sondereinsatz
- 2010: Undercover Love

### Fernsehserien
- 2005: SOKO Köln (eine Folge)
- 2005: Angie (eine Folge)
- 2006: Zwei Engel für Amor (zwei Folgen)
- 2006: Das Beste aus meinem Leben (sieben Folgen)
- 2006–2007: Alarm für Cobra 11 – Die Autobahnpolizei (15 Folgen)
- 2007: SOKO Wismar (eine Folge: Linke Gerade)
- 2007: Der Dicke (Folge: Getrennte Wege)
- 2007–2012: Switch reloaded
- 2011–2015: Knallerfrauen
- 2018–2020: Die Martina Hill Show
- 2023: HILLarious (Amazon-Prime-Serie)

### Fernsehsendungen (Auswahl)
- 2004: Happy Friday
- 2005: Frei Schnauze (drei Folgen)
- seit 2009: heute-show
- 2009: World of Comedy
- 2010: Cindy aus Marzahn und die jungen Wilden
- 2015: Sesamstraße Staffel 7[11]
- 2018–2019: PussyTerror TV (als Larissa)
- seit 2020: Die Carolin Kebekus Show (als Larissa)
- 2021: LOL: Last One Laughing (Staffel 2)
- seit 2021: Klein gegen Groß[12][13] (mehrmals Gast)
- 2023: LOL: Last One Laughing (Staffel 4)
- 2023: LOL: Last One Laughing XMAS Special
- 2024: LOL: Last One Laughing (Staffel 5, Gast)
- 2024: heute SHOWNAL - Larissa ihr Jahr
- 2025: Comedy Allstars (ProSieben)
- 2025: Das große Allgemeinwissensquiz
- 2025: heute SHOWNAL - Larissa Ihr Sommer

### Synchronrollen
- 2009: El Superbeasto für Sheri Moon Zombie in der Rolle der Suzi X
- 2009: Die Mannohnekopf Show für Anna Crilly in verschiedenen Rollen
- 2011: Cars 2 für Emily Mortimer in der Rolle der Holley Shiftwell
- 2013: Ich – Einfach unverbesserlich 2 für Kristen Wiig in der Rolle der Lucy
- 2014: Drachenzähmen leicht gemacht 2 für Cate Blanchett in der Rolle der Valka
- 2016: Pets für Lake Bell in der Rolle der Chloe
- 2017: Ich – Einfach unverbesserlich 3 für Kristen Wiig in der Rolle der Lucy
- 2019: Drachenzähmen leicht gemacht 3: Die geheime Welt für Cate Blanchett in der Rolle der Valka
- 2019: Pets 2 für Lake Bell in der Rolle der Chloe
- seit 2022: Ich bin ein Star – Holt mich hier raus! für Marionetten der Stars
- 2024: Ich – Einfach unverbesserlich 4 für Kristen Wiig in der Rolle der Lucy

### Podcasts
- 2021: Susi Spotify Original[14]
- 2021: Road to Glory Martina Hill: Das Leben fällt so viel leichter, wenn wir das Kindliche in uns bewahren[15]
- 2023: Kurt Krömer – Feelings Martina Hill: Klassenfahrt (Folge 51)
- seit 2024: Larissa in dein Ohr

## Theaterschauspielerin (Theaterstudio Berlin)
- 2000: Erna in Kasimir und Karoline
- 2000: Nonne Isabella in Die Rund- und die Spitzköpfe
- 2001: Marjorie in Extremities
- 2001: Die Frau auf dem Sockel in Die Frau auf dem Sockel
- 2001: Medea in Medea

## Buchveröffentlichung
- Martina Hill, Marco Musienko: Was mach ich hier eigentlich? So ’ne Art Chinareiseroadmoviebildertagebuch. Rowohlt-Taschenbuch, Reinbek bei Hamburg 2015, ISBN 978-3-499-63073-6.

## Auszeichnungen
- Bambi

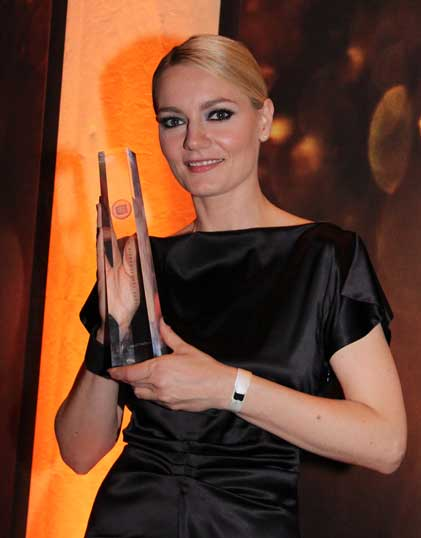
Martina Hill, 2012

  - 2012: Auszeichnung in der Kategorie Comedy
  - 2014: Auszeichnung in der Kategorie Comedy als Ensemblemitglied der heute-show
- Deutscher Comedypreis
  - 2007: Auszeichnung in der Kategorie Beste Sketch-Show als Ensemblemitglied von Switch reloaded
  - 2008: Auszeichnung in der Kategorie Beste Sketchcomedy als Ensemblemitglied von Switch reloaded
  - 2009: Auszeichnung in der Kategorie Beste Comedyshow als Ensemblemitglied der heute-show
  - 2009: Auszeichnung in der Kategorie Beste Schauspielerin
  - 2010: Auszeichnung in der Kategorie Beste Comedyshow als Ensemblemitglied der heute-show
  - 2011: Auszeichnung in der Kategorie Beste Comedyshow als Ensemblemitglied der heute-show
  - 2011: Auszeichnung in der Kategorie Beste Schauspielerin
  - 2012: Auszeichnung in der Kategorie Beste Sketchcomedy für Knallerfrauen
  - 2012: Auszeichnung in der Kategorie Beste Comedyshow als Ensemblemitglied der heute-show
  - 2012: Auszeichnung in der Kategorie Beste Schauspielerin
  - 2013: Auszeichnung in der Kategorie Beste Schauspielerin
  - 2020: Auszeichnung in der Kategorie Beste Sketch-Comedy
- Deutscher Fernsehpreis
  - 2008: Auszeichnung in der Kategorie Beste Comedy als Ensemblemitglied von Switch reloaded
  - 2010: Auszeichnung in der Kategorie Beste Comedy als Ensemblemitglied der heute-show
  - 2012: Auszeichnung in der Kategorie Beste Comedy für Knallerfrauen
  - 2014: Auszeichnung in der Kategorie Beste Comedy als Ensemblemitglied der heute-show
- Goldene Henne
  - 2023: Auszeichnung in der Kategorie Comedy [16]
- Grimme-Preis
  - 2010: Auszeichnung in der Kategorie Unterhaltung als Ensemblemitglied der heute-show
  - 2013: Auszeichnung in der Kategorie Unterhaltung für Switch reloaded – ‚Wetten, dass..?‘-Spezial
  - 2016: Nominierung in der Kategorie Unterhaltung/Spezial für Knallerfrauen
- Radio Regenbogen Award
  - 2011: Auszeichnung in der Kategorie Comedy als Ensemblemitglied von Switch reloaded
- Romy
  - 2009: Auszeichnung in der Kategorie Spezialpreis der Jury als Ensemblemitglied von Switch reloaded
- Quotenmeter-Fernsehpreis
  - 2007: Auszeichnung in der Kategorie Bestes Anderes, Musik oder Comedy als Ensemblemitglied von Switch reloaded
  - 2009: Auszeichnung in der Kategorie Bestes Anderes, Musik oder Comedy als Ensemblemitglied von Switch reloaded
  - 2012: Auszeichnung in der Kategorie Bestes Comedyformat als Ensemblemitglied der heute-show
  - 2014: Auszeichnung in der Kategorie Beste Comedy als Ensemblemitglied der heute-show
  - 2016: Auszeichnung in der Kategorie Beste Comedy als Ensemblemitglied der heute-show